# North West Counties Football League
North West Counties Football League je fotbalová liga v Anglii. Pokrývá Greater Manchester, ostrov Man, Cheshire, Lancashire, Merseyside, Cumbria a High Peak v Derbyshire. Liga je na úrovni devět a deset v systému anglických soutěží. Ligu hraje 60 týmů v 3 divizích. Postupuje se do Northern Premier League. Týmy se můžou účastnit FA Cupu a FA Vase.